# Международная ассоциация работников культуры и искусства
Международная ассоциация работников культуры и искусства (МАРКИС) — международное общественное объединение талантливых посланников культуры из России, с Украины, из Белоруссии, Приднестровья, Молдовы, Болгарии, Германии, Коста-Рики и Израиля.
Девиз ассоциации: 
Через культуру — к миру и согласию

## История
В январе 1993 года по инициативе Тираспольского городского отдела культуры, а именно его руководителя Галины Васильевны Галаган, была образована Международная ассоциация работников культуры и искусства. На тот момент ассоциация объединяла более 36 организаций, учреждений культуры и искусства, отдельных участков из 24 городов, стран ближнего и дальнего зарубежья.
Первыми кто подписали договор о создании МАРКИС были деятели культуры Тирасполя, Бендер, Дубоссар, Днестровска, Москвы, Солнечногорска, Новосибирска, Киева, Белгород-Днестровского.
С 1998 года организация носит название – МАРКИС и имеет юридическую регистрацию в России и Приднестровье.

### Современный этап
На сегодняшний день в МАРКИС входят организации и деятели культуры из 29 городов России, Украины, Белоруссии, Приднестровья, Болгарии, Польши (Москва, Новосибирск, Санкт-Петербург, Воронеж, Орёл, Солнечногорск, Обнинск, Ульяновск, Жуков, Кировск, Киев, Черкассы, Одесса, Белгород-Днестровский, Белая Церковь, Новгород-Волынский, Минск, Витебск, София, Силистра, Вроцлав, Краков, Тирасполь, Бендеры, Дубоссары, Днестровск, Слободзея, Рыбница, Каменка). В городах этих государств ассоциация ведёт активную культурно-просветительскую деятельность.
На данный момент правление ассоциации находится в городе Солнечногорске Московской области Российской Федерации, а в Тирасполе располагается координационный центр, возглавляемый ответственным секретарём МАРКИС Николаем Дымченко.

## Задачи организации

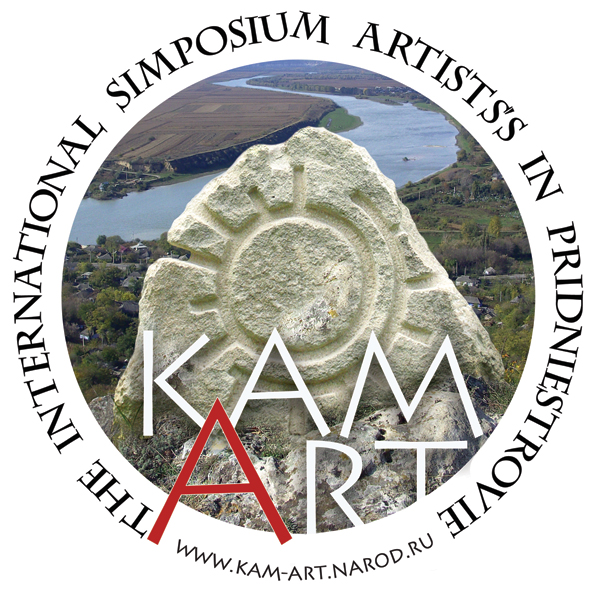
Эмблема симпозиума КамАрт

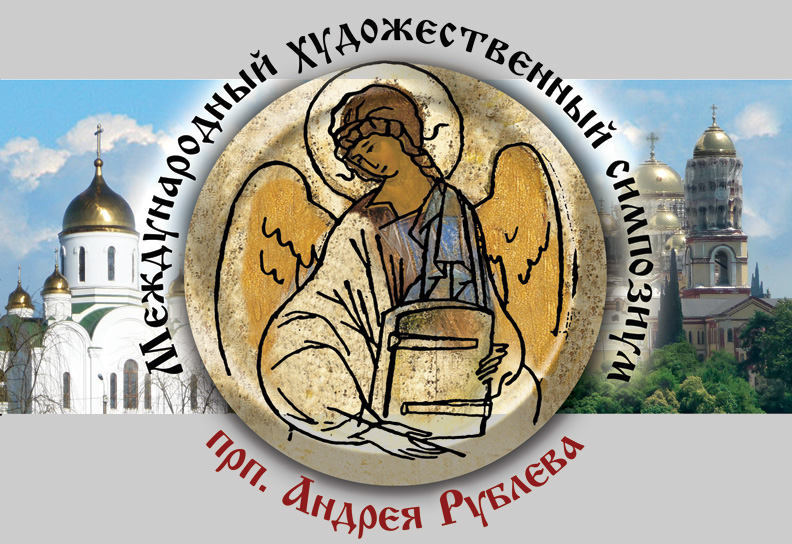
Международный художественный симпозиум прп. Андрея Рублева

- развитие международных культурных связей, координация деятельности в области культуры и искусства, народного творчества;
- укрепление культурных связей и дружбы между народами;
- сохранение, поддержка и развитие художественного творчества, народных обычаев и обрядов;
- расширение сотрудничества и установление новых контактов в области культуры и искусства;
- обмен творческими коллективами и делегациями;
- активное содействие в сохранении и возрождении историко-культурного наследия;
- проведение международных фестивалей, конкурсов, праздников, выставок и многое другое.

## Проекты организации
- Морская автономная комплексная экспедиция — «Вокруг Света под Российским Флагом» (Москва);
- Международный фестиваль «Кинолетопись» (Киев);
- Международная научно — практическая конференция «Межкультурный диалог — средство предотвращение международных конфликтов» (Днепропетровск);
- Международный фестиваль искусств «Славянский базар» (Витебск);
- Международный конкурс молодых супругов «Рай в шалаше» (Одесса);
- Международный симпозиум и выставка работ художников «KAM ART» (Приднестровье);
- Международное Бьеннале «Марина» (совместно с Морской галереей Одесского морского порта);
- Благотворительная акция «Украинская книга — украинцам Приднестровья»;
- Международный конкурс им. Пантелеймона Кулиша (совместно с Одесской областной организацией Национального Союза журналистов Украины);
- Международный художественный симпозиум преподобного Андрея Рублёва (Санкт-Петербург);
- Международный проект «Через культуру к миру и согласию народов»[9][10].

## Сотрудничество
- Государственный Российский Дом народного творчества[11],
- Ассоциация деятелей культуры и искусства Украины,
- Национальный союз журналистов Украины и Союз художников Украины,
- Тираспольско-Дубоссарская епархия,
- Министерство иностранных дел ПМР,
- Причерноморская академия языковых технологий и коммуникаций этносов,
- Общество историков-архивистов ПМР,
- Культурный центр Союза композиторов России,
- Союзы художников, писателей, дизайнеров ПМР, Украины и России,
- Национально-культурные общества и учреждения культуры России, Украины, Белоруссии[12].
- Союз художников Абхазии[13]

## В филателии
16 ноября 2018 года ГУП «Марка Приднестровья» выпустила 800 почтовых блоков, посвященых «25 лет МАРКИС».
13 января 2023 года ГУП «Марка Приднестровья» провела спецгашение конвертов первого дня, посвященых «30 лет МАРКИС».

## Примечание
1. ↑  Распоряжение Президента ПМР №56рп «О вручении Благодарственного письма Президента Приднестровской Молдавской Республики» (30 января 2013). Дата обращения: 13 апреля 2013. Архивировано 21 апреля 2013 года.
2. ↑  Ломачук Дмитрий Федорович. Дата обращения: 13 апреля 2013. Архивировано 21 апреля 2013 года.
3. ↑  «Через культуру – к миру и согласию!»: Международная Ассоциация работников культуры и искусства отмечает юбилей. 17 января 2013. Архивировано 4 января 2018. Дата обращения: 13 апреля 2013.
4. ↑  Международная ассоциация работников культуры и искусства отметила 30-летний юбилей. Правительство Приднестровья (14 января 2023). Дата обращения: 23 апреля 2024. Архивировано 23 апреля 2024 года.
5. ↑  Ольга ПАНОВА (26 января 2008). МАРКИС — НЕ НАЗВАНИЕ, А СОСТОЯНИЕ ДУШИ. Архивировано 2 декабря 2013. Дата обращения: 13 апреля 2013.
6. ↑  «ЧЕРЕЗ КУЛЬТУРУ – К МИРУ И СОГЛАСИЮ!»: МАРКИС ОТМЕЧАЕТ 25-ЛЕТИЕ. novostipmr.com. Дата обращения: 16 ноября 2018.
7. ↑  Н.В. Дымченко. МАРКИС – посланник культуры, мира и дружбы. Дата обращения: 13 апреля 2013.{{cite news}}:  Википедия:Обслуживание CS1 (url-status) (ссылка)
8. ↑  Виктория СОКОЛОВСКАЯ (18 января 2013). ЧЕРЕЗ КУЛЬТУРУ – К МИРУ И СОГЛАСИЮ. Архивировано 3 декабря 2013. Дата обращения: 13 апреля 2013.
9. ↑  Ирина Палесика (20 июня 2013). Международный проект «Через культуру к миру и согласию народов» нашёл единомышленников и в Приднестровье. Дата обращения: 20 июня 2013.
10. ↑  Организаторы Акции «Мир без войн и террора в интересах детей Планеты» выразили благодарность Главе МИД ПМР. 21 июня 2013. Архивировано 4 января 2018. Дата обращения: 21 июня 2013.
11. ↑  Ирина Устименко. ПРИДНЕСТРОВСКИЕ ДЕЯТЕЛИ КУЛЬТУРЫ И ИСКУССТВА ВЫСТУПИЛИ С ИНИЦИАТИВОЙ СОЗДАНИЯ ОБЩЕСТВЕННОГО СОВЕТА ПО ВОПРОСАМ КУЛЬТУРЫ ПРИ ПРЕЗИДЕНТЕ ПМР. Архивировано 8 марта 2012. Дата обращения: 13 апреля 2013.
12. ↑  Н. ДЫМЧЕНКО (12 января 2008). ЧЕРЕЗ КУЛЬТУРУ — К МИРУ И СОГЛАСИЮ. Дата обращения: 13 апреля 2013.{{cite news}}:  Википедия:Обслуживание CS1 (url-status) (ссылка)
13. ↑  KAMART – путешествие в Страну Души (25 сентября 2013). Дата обращения: 26 сентября 2013. Архивировано 27 сентября 2013 года.
14. ↑  В ТИРАСПОЛЕ ПРЕЗЕНТУЮТ НОВЫЕ ПОЧТОВЫЕ МАРКИ. novostipmr.com. Дата обращения: 17 ноября 2018.
15. ↑  Искусство, которое объединяет: МАРКИСу - 30 лет. novostipmr.com. Дата обращения: 9 марта 2023. Архивировано 9 марта 2023 года.
16. ↑  13 января в столице пройдет спецгашение памятного конверта к 30-летию МАРКИС. Дата обращения: 9 марта 2023. Архивировано 9 марта 2023 года.